# 오위
오위(五衛)는 조선시대 전기의 중앙군이다. 세조 3년(1457년) 삼군부를 5위로 개편하고 5위진무소가 이를 총괄케 했는데, 그 후 5위진무소(五衛鎭撫所)는 5위도총부(五衛都摠府)로 개칭되었다.
- 오위 : 조선 전기의 중앙 군대 (조선 후기에는 오군영으로 역할을 넘겨주고 이름만 남음)
- 오위도총부 : 오위를 통솔하기 위해 설치한 관청 (일종의 군 사령부, 역시 조선 후기에는 궁궐 경호로 임무가 축소됨)

## 역사
고려시대 이전부터 중앙군은 전, 후, 좌, 우, 중의 5개로 조직이 되어 있었는데, 이는 중심을 방어하는 전투개념상 이어져 내려온 것이다. 태종이전에는 이를 간소화하여 중군, 좌군, 우군으로 편제되는 의흥삼군부로 불렸으며, 삼군부에 속하였던 고려시대의 10위에 해당하는 10사가 12사로 변화되었다가 1451년 5사로 개편되었고 다시 세종때 상왕 태종은 변계량에게 지시하여 이를 5진로 개편하였다. 이것이 오위가 변화가 되어 조선의 중앙군의 기간이 되었다.
조선 후기에 들어 군사 조직이 오군영(五軍營) 중심으로 개편되면서 오위 체계는 사실상 허물어졌다. 형식적인 구조만 남게 된 오위 관직은 임시로 업무를 맡기기 위한 관원 또는 일시적으로 현직에서 물러난 관원에게 녹봉을 주기 위한 체아직으로 활용되었다. 다만 최상위 오위도총부(五衛都總府)는 오위 제도의 축소에도 불구하고 궁궐 수비를 담당하는 임무를 계속 유지했다.

## 편제
5위는 중위(中衛)인 의흥위(義興衛), 좌위(左衛)인 용양위(龍驤衛), 우위(右衛)인 호분위(虎賁衛), 전위(前衛)인 충좌위(忠佐衛), 후위(後衛)인 충무위(忠武衛) 다섯 군대로 이루어져 있었다. 중위는 경기도, 경상도, 전라도를 방위하고, 전위는 평안도, 후위는 강원도와 함길도, 좌위는 충청도, 우위는 황해도를 방위하였다. 세종 때 실시된 기동훈련인 대설에 5000명의 군사가 참여했다는 기록이 있다. 5위의 편성은 병종별과 지방별의 이중으로 되어 있다. 각 위는 또한 5부로 나누어 분담 지구 내의 병력을 통할케 하였으며, 부 밑의 편성은 통(統)·여(旅)·대(隊)·오(伍)·졸(卒)의 계통으로 이루어졌다. 5위는 세조 이후 별 변동 없이 유지되다가, 임진왜란 때 그 기능이 상실되어 도성의 경비만 담당하였다. 현재 수도방위사령부와 같은 기능을 수행했다고 볼 수 있으며, 지방에 주둔하던 향군과 비교하여 중앙군사제도라고 볼 수도 있다. 또한 5개의 위는 현재의 군단에 비견할 수 있다.
- 의흥위(義興衛) : 중위(中衛)
- 용양위(龍驤衛) : 좌위(左衛)
- 호분위(虎賁衛) : 우위(右衛)
- 충좌위(忠佐衛) : 전위(前衛)
- 충무위(忠武衛) : 후위(後衛)

의흥위, 용양위, 호분위, 충좌위, 충무위 외에 충좌위에 별도로 충찬위도 있었다. 충찬위는 충좌위에 예하대로도 보았으나 충좌위의 통제를 받지 않고 별도로 행동하였는데, 이는 충찬위는 대부분 공신이나 원종공신들의 적장자와 장손들로 구성되는 부대였기 때문이다. 그밖에 기병으로 구성된 별효위(別驍衛)도 있었다.

## 별도의 부대

### 충의위, 충찬위
충의위(忠義衛)와 충찬위는 오위 중 충좌위에 소속되었던 부대로, 주로 양반가의 자제들을 병사로 충군하였으나 보통은 양반가의 하인들이 대신 훈련을 받기도 했다. 1418년(세종 즉위년) 세종 즉위 직후 세종이 개국공신, 정사공신, 좌명공신의 후손들을 대상으로 징병하였던 부대이다. 일정 기간을 복무하면 다른 하급관직에 음서나 과거 급제를 하지 않고도 임용되는 거관을 시켜주었다.
그밖에 오위나 오위 예하대에 소속되지 않는 부대로 충익위(忠翊衛)가 있었다. 충익위는 오위에 속하지 않는 특별 부대이며, 충익위는 주로 원종공신의 자제들로 구성되었다. 이중 충의위와 충찬위는 복무 후 과거 시험이나 음서를 하지 않아도 하급관료로 보임되는 것이기에 지원자가 발생하였다.

### 충순위
충순위(忠順衛)는 오위 중 충무위에 소속되었던 부대로 역시 양반가의 자제들을 대상으로 한 충군이었다. 1445년(세종 27년)  3품 이상의 문무 관료들의 자손들을 대상으로 설치, 600여인을 시험을 통해 선발하여 윤번(輪番) 입직시키고, 일정한 복무기간을 마치면 다른 하급관직에 음서나 과거 급제를 하지 않고도 임용되는 거관을 시켜주었다.
1459년(세조 5년) 혁파되었다가  그 뒤 양반 자제가 일반 양인과 함께 정병에 소속되어 잡역에 동원되자 꾸준히 부당성이 제기되어 1469년(예종 1년) 여정위(勵精衛)가 설치되었는데, 문신 6품 이상, 무신은 4품이상 중, 정식 문무과 출신 양반가 자손, 그밖에 생원, 진사시 출신자, 유음자손 등을 대상으로 입대시켜 편성했다. 여정위는 성종 때 다시 충순위로 이름이 바뀌어서 유지되었다.

### 별효위
별효위(別驍衛) 또는 별마대(別馬隊)는 기병으로 구성된 기마부대로, 나중에 어영청 설치 후에는 어영청 예하대로 바뀌었으며, 황해도에 주둔시켰다.

## 관제
오위에는 겸직으로 도총관, 부총관, 장이 있었고, 단직으로 상호군, 대호군, 호군, 부호군 등이 있었다.
| 품계       | 관직                     | 비고 |
| 정1품      |                          |      |
| 종1품      |                          |      |
| 정2품      | 도총관(都摠管)           | 겸직 |
| 종2품      | 부총관(副摠管)           | 겸직 |
| 정3품 당상 | 장(將)                   | 겸직 |
| 정3품 당하 | 상호군(上護軍)           |      |
| 종3품      | 대호군(大護軍)           |      |
| 정4품      | 호군(護軍)               |      |
| 종4품      | 부호군(副護軍)           |      |
| 정5품      | 사직(司直)               |      |
| 종5품      | 부사직(副司直)           |      |
| 정6품      | 사과(司果)               |      |
| 종6품      | 부장(部將), 부사과(副司) |      |
| 정7품      | 사정(司正)               |      |
| 종7품      | 부사정(副司正)           |      |
| 정8품      | 사맹(司猛)               |      |
| 종8품      | 부사맹(副司猛)           |      |
| 정9품      | 사용(司勇)               |      |
| 종9품      | 부사용(副司勇)           |      |

## 오위도총부
5위(義興·龍賁·虎賁·忠佐·忠武)의 군무를 다스리는 정2품의 아문(衙門)이다. 그 관원은 도총관(都摠管)·부총관(副摠管)·진무경력도사(鎭撫經歷都事) 등이다.  《대전회통》에 따르면 그 관제는 도총관 5원(五員), 부총관 5원, 경력 6원, 도사(都事) 6원, 서리(書吏) 13인, 사령(使令) 20인 등으로 구성되며, 그 중 도·부총관의 10원은 타관(他官)으로써 겸임하되 1주년이면 경질하였으며, 당하관(堂下官)에는 관리로서의 재능이 있고 사무에 숙련된 자를 취재(取才)시험을 면제하고 겸용하였다.
5위도총부는 처음에 군정 최고기관으로서 매우 중요한 기관이었으나 비변사가 설치된 후에는 군국(軍國)의 기세(機勢)가 비변사에로 이행되고, 5위의 제도도 유명무실한 것으로 되었다. 문관이 상위직을 차지하여 실전에 대비하지 못하다가 임진왜란이 일어나자 무력함이 드러나 무너지기 시작하여 그에 대신한 군사 조직이 오군영이다. 이후에는 훈련도감을 시작으로 5군영이 설치되었다.

## 같이 보기
- 조선의 군사

## 참고 문헌
- 한국군제사 : 근세조선전기편, 1968년, 육군본부
- 이 문서에는 다음커뮤니케이션(현 카카오)에서 GFDL 또는 CC-SA 라이선스로 배포한 글로벌 세계대백과사전의 내용을 기초로 작성된 글이 포함되어 있습니다.